# THE IDOLM@STER SHINY COLORS GR@DATE WING
『THE IDOLM@STER SHINY COLORS GR@DATE WING』（アイドルマスター シャイニーカラーズ グラデートウィング）は、2020年4月8日からリリースされているキャラクターソングCDシリーズ。

## 概要
「アイドルマスター シャイニーカラーズ」のキャラクターソングCDシリーズ第3弾。本シリーズよりノクチルが加わる。発売元はランティス。
02から05は、改正・新型インフルエンザ等対策特別措置法に基づく新型コロナウイルス緊急事態宣言により、発売延期となった。そのため、06・07が02よりも先に発売された。
2023年3月8日以降にサブスクリプション型サービスにて配信される楽曲のうち三峰結華が参加している楽曲に関しては、ベストアルバム「WING COLLECTION」に収録されている「2023 Ver.」に差し替えられている（三峰結華役が希水しおに変更されているバージョン）。

## 01
2020年4月8日発売。シャイニーカラーズが歌う全体曲2曲を収録。本CDからノクチルが加わった23名での歌唱となる。
収録曲
歌：シャイニーカラーズ
全作編曲：ヒゲドライバー
1. シャイノグラフィ
作詞：古屋真
2. Dye the sky.
作詞：烏屋茶房

## 02
2020年10月14日発売。当初は2020年5月13日発売予定だった。イルミネーションスターズの3rdシングル。
収録曲
歌：イルミネーションスターズ
1. Twinkle way
作詞：渡邊亜希子、作曲：鍋谷卓摩（luxis）、編曲：伊藤賢
2. Happy Funny Lucky
作詞：渡邊亜希子、作曲・編曲：中野領太（onetrap）
3. シャイノグラフィ（イルミネーションスターズVer.）
4. スペシャルオーディオドラマ「ようこそ、283カフェへ」

### エビ揉め
『Happy Funny Lucky』のサビのフレーズである「Every moment!」が「エビ揉め」のように聴こえることが発端となったインターネット・ミーム。2024年8月26日にニコニコ動画で投稿された動画をきっかけに、ネットの間で話題となった。
ドワンゴとピクシブが主催する「ネット流行語100」の第10位（新語・流行語大賞のトップテンに相当）に選出され、「niconico賞」に選出された。

## 03
2020年11月4日発売。当初は2020年6月3日発売予定だった。アンティーカの3rdシングル。
収録曲
歌：アンティーカ
1. Black Reverie
作詞：真崎エリカ、作曲・編曲：本多友紀（Arte Refact）
2. 純白トロイメライ
作詞：真崎エリカ、作曲・編曲：原田篤（Arte Refact）
3. シャイノグラフィ（アンティーカVer.）
4. スペシャルオーディオドラマ「雨の日にステップを」

## 04
2020年11月18日発売。当初は2020年7月1日発売予定だった。放課後クライマックスガールズの3rdシングル。
収録曲
歌：放課後クライマックスガールズ
全作詞：古屋真
1. 五ツ座流星群
作曲・編曲：三浦誠司
2. 学祭革命夜明け前
作田・編曲：佐々倉有吾
3. シャイノグラフィ（放課後クライマックスガールズVer.）
4. スペシャルオーディオドラマ「欠けたることも」

## 05
2020年12月9日発売。当初は2020年7月22日発売予定だった。アルストロメリアの3rdシングル。
収録曲
歌：アルストロメリア
1. ダブル・イフェクト
作詞：鈴木静那、作曲：丸山真由子、編曲：ats-
2. Anniversary
作詞：鈴木静那、作曲・編曲：三好啓太
3. シャイノグラフィ（アルストロメリアVer.）
4. スペシャルオーディオドラマ「グッド☆モーニング」

## 06
2020年8月19日発売。ストレイライトの2ndシングル。
収録曲
歌：ストレイライト
1. Hide & Attack
作詞：下地悠、作曲：本多友紀（Arte Refact）、編曲：河合泰志（Arte Refact）
2. Destined Rival
作詞：下地悠、作曲・編曲：大西克巳
3. シャイノグラフィ（ストレイライトVer.）
4. スペシャルオーディオドラマ「ホット・リレイション」

## 07
2020年9月16日発売。ノクチルのデビューシングル。
収録曲
歌：ノクチル
1. いつだって僕らは
作詞・作曲・編曲：秋浦智裕（onetrap）
2. あの花のように
作詞：きみコ、作曲・編曲：Lantan
3. シャイノグラフィ（ノクチルVer.）
4. スペシャルオーディオドラマ「方・游」

## ソロ・リミックス盤
ライブイベントの物販商品として限定販売される、シリーズに収録されたユニット曲のソロ・リミックスを収録したCD。
THE IDOLM@STER SHINY COLORS SOLO COLLECTION -3rdLIVE TOUR PIECE ON PLANET / TOKYO-
『THE IDOLM@STER SHINY COLORS 3rdLIVE TOUR PIECE ON PLANET / TOKYO』会場限定CD。
「Twinkle way」「Black Reverie」「五ツ座流星群」「ダブル・イフェクト」「Hide & Attack」「いつだって僕らは」のソロ・リミックスが収録されている。
THE IDOLM@STER SHINY COLORS SOLO COLLECTION -3rdLIVE TOUR PIECE ON PLANET / FUKUOKA-
『THE IDOLM@STER SHINY COLORS 3rdLIVE TOUR PIECE ON PLANET / FUKUOKA』会場限定CD。
「Happy Funny Lucky」「純白トロイメライ」「学祭革命夜明け前」「Anniversary」「Destined Rival」「あの花のように」のソロ・リミックスが収録されている。

## インスト盤
THE IDOLM@STER SHINY COLORS OFF VOCAL COLLECTION 01
2022年1月19日発売。DISC3に本シリーズに収録された全14曲のオフボーカル版が収録されている。

### ユニットメンバー
1. 1 2 3  櫻木真乃（関根瞳）、風野灯織（近藤玲奈）、八宮めぐる（峯田茉優）、月岡恋鐘（礒部花凜）、田中摩美々（菅沼千紗）、白瀬咲耶（八巻アンナ）、三峰結華（成海瑠奈）、幽谷霧子（結名美月）、小宮果穂（河野ひより）、園田智代子（白石晴香）、西城樹里（永井真里子）、杜野凛世（丸岡和佳奈）、有栖川夏葉（涼本あきほ）、大崎甘奈（黒木ほの香）、大崎甜花（前川涼子）、桑山千雪（芝崎典子）、芹沢あさひ（田中有紀）、黛冬優子（幸村恵理）、和泉愛依（北原沙弥香）、浅倉透（和久井優）、樋口円香（土屋李央）、福丸小糸（田嶌紗蘭）、市川雛菜（岡咲美保）
2. 1 2 3  櫻木真乃（関根瞳）、風野灯織（近藤玲奈）、八宮めぐる（峯田茉優）
3. 1 2 3  月岡恋鐘（礒部花凜）、田中摩美々（菅沼千紗）、白瀬咲耶（八巻アンナ）、三峰結華（成海瑠奈）、幽谷霧子（結名美月）
4. 1 2 3  小宮果穂（河野ひより）、園田智代子（白石晴香）、西城樹里（永井真里子）、杜野凛世（丸岡和佳奈）、有栖川夏葉（涼本あきほ）
5. 1 2 3  大崎甘奈（黒木ほの香）、大崎甜花（前川涼子）、桑山千雪（芝崎典子）
6. 1 2 3  芹沢あさひ（田中有紀）、黛冬優子（幸村恵理）、和泉愛依（北原沙弥香）
7. 1 2 3  浅倉透（和久井優）、樋口円香（土屋李央）、福丸小糸（田嶌紗蘭）、市川雛菜（岡咲美保）